# 扎塘镇
扎塘镇，是中华人民共和国西藏自治区山南市扎囊县下辖的一个乡镇级行政单位。

## 行政区划
扎塘镇下辖以下地区：
折木社区、羊嘎社区、扎塘社区、桑玉村、嘎杂村、强巴林村、施公村、阿嘎村、吉林村、白仲村、莫那村、久麦村和杂玉村。